# Bécsi kapu
A Bécsi kapu Budapest I. kerületében található, a Várnegyedben, a Bécsi kapu téren. Nevét onnan kapta, hogy rajta keresztül lehetett rátérni a Bécsbe vezető országútra.

## Története

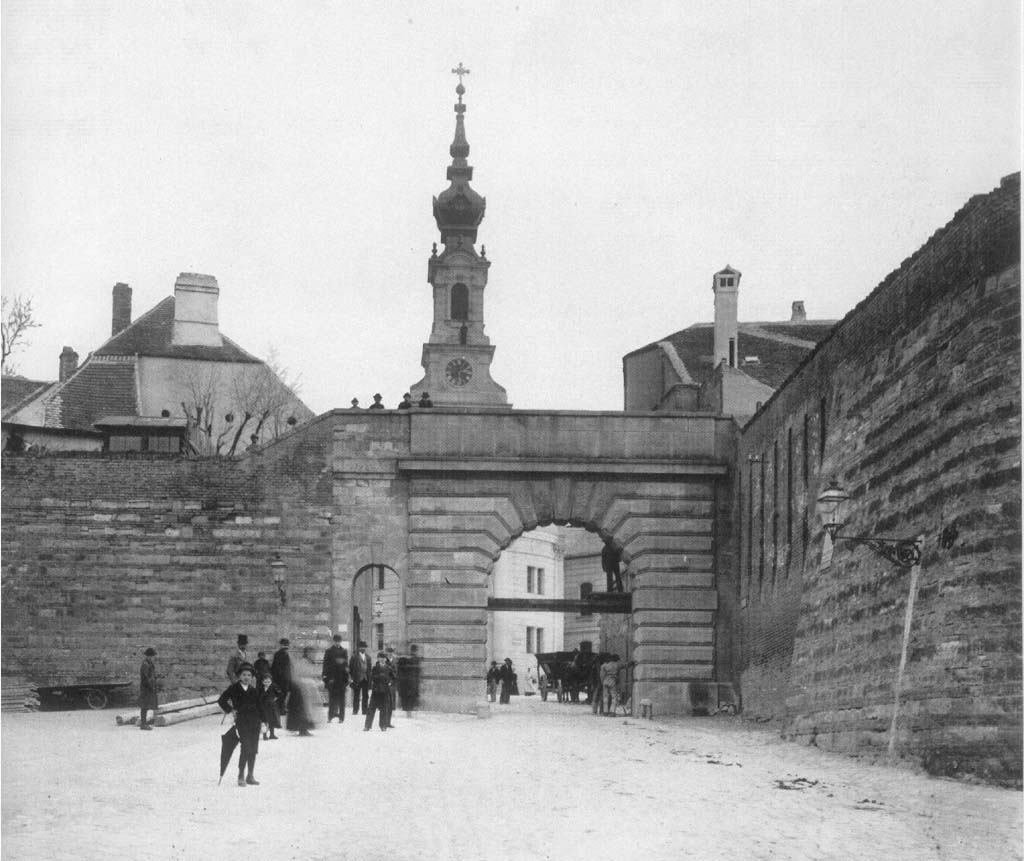
A régi Bécsi kapu, 1896-ban

A középkorban Szombat-kapunak is hívták, mivel szombati vásárokat rendeztek a belső falainak előterében. Állítólag Toldi Miklós fegyverei díszítették a belső kaput. A törökök Becs kapuszunak nevezték, ezekben az időkben a neve Zsidó-kapu is volt, utalva a Víziváros korabeli nevére, a Zsidóvárosra.
A 19. században a kettős várkaput átépítették, majd 1896-ban lebontották. Buda felszabadulásának 250 éves jubileumára (1936) készült el a jelenleg is álló várkapu, melynek inkább szimbolikus jelentősége van. Tervezője Kismarty-Lechner Jenő. A kapu vár felőli oldalán álló, rohanó angyalt ábrázoló szobor, valamint a kapu reliefes-szobros-feliratos díszítése egyaránt Ohmann Béla alkotása. A tetején alakították ki a Bástya sétány összekötő szakaszát. Automata sorompók állnak a kapu előtt, melyek a várba behajtó járművek számát hivatottak korlátozni. Behajtásra a helybeli lakosok, taxik, BKV buszok, valamint a várbéli hivatalok dolgozói és a szállodavendégek jogosultak.